# Johann Pitzler
Johann Pitzler (* 17. Juni 1929 in Helpfau-Uttendorf; † 25. November 2007 in Hallein) war ein österreichischer Politiker (SPÖ) und Orthopädietechniker. Er war von 1974 bis 1989 Abgeordneter zum Salzburger Landtag und ab 1983 dessen zweiter Präsident.

## Ausbildung und Beruf
Pitzler besuchte von 1935 bis 1939 die Volksschule und danach von 1939 bis 1943 die Hauptschule. Er wechselte im Anschluss bis 1945 die Mittelschule in Salzburg und absolvierte in der Folge zwischen 1945 und 1948 eine Bandagistenlehre in Salzburg. Nachdem er 1948 die Gesellenprüfung abgelegt hatte, arbeitete er bis 1955 im erlernten Beruf in Salzburg und Wien und absolvierte 1953 auch die Meisterprüfung. 1955 wechselte er als Geschäftsführer eines Orthopädiebetriebes nach Lienz, bevor er sich 1959 als selbständiger Unternehmer und Besitzer eines Orthopädie- und Bandagistenbetriebes sowie eines Textilfachgeschäftes in Hallein selbständig machte. Pitzler führte seinen Betrieb bis 1997.

## Politik und Funktionen
Pitzler engagierte sich in der Gewerkschaftsbewegung sowie Berufsvertretung und war von 1952 bis 1955 als Junggewerkschafter und Betriebsvertrauensmann aktiv. Zwischen 1970 und 1975 wirkte er als Kammerrat der Salzburger Handelskammer und Mitglied des Bundesgremialausschusses. Des Weiteren fungierte er zwischen 1975 und 1980 als Vorsitzender der Fachvertretung der Bandagisten und Orthopädietechniker in der Salzburger Handelskammer.
1964 trat Pitzler der SPÖ bei. Er übernahm innerparteilich zwischen 1973 und 1988 die Funktion des Bezirksparteivorsitzenden der SPÖ Tennengau, wobei er 1988 zum Ehrenvorsitzenden ernannt wurde. Des Weiteren war er von 1974 bis 1988 Mitglied des Landesparteivorstandes und von 1978 bis 1988 Mitglied des Landesparteipräsidiums. Als höchstes innerparteiliches Amt bekleidete er von 1986 bis 1988 die Funktion des stellvertretenden Landesparteivorsitzenden der SPÖ Salzburg. Pitzler engagierte sich auch in der Landesparteikontrolle der SPÖ Salzburg, deren Vorsitzender er von 2000 bis 2005 war. Zudem war er von 1979 bis 1986 als Landesobmann des Freien Wirtschaftsverbandes Salzburg aktiv. Nach dem Ausscheiden aus dieser Funktion wurde er auch hier 1986 zum Ehrenobmann ernannt.
Sein erstes politisches Mandat hatte er ab 1969 als Mitglied der Gemeindevertretung in der Stadt Hallein inne. Er gehörte der Gemeindevertretung bis 1984 an und war zudem ab 1976 Klubobmann der SPÖ Hallein. Er vertrat die Sozialdemokratische Partei zwischen dem 22. Mai 1974 und dem 2. Mai 1989 als Abgeordneter zum Salzburger Landtag und war ab dem 21. September 1983 bis zu seinem Ausscheiden dessen Zweiter Präsident. 
Pitzler war des Weiteren von 1975 bis 1981 Vorstandsvorsitzender der Sparkasse Hallein, von 1975 bis 1980 Vorstandsmitglied der Gemeinnützigen Wohn- und Siedlungsgenossenschaft „Salzburg“ und von 1983 bis 1989 stellvertretender Aufsichtsratsvorsitzender der Salzburger Landes-Hypothekenbank.

## Auszeichnungen
- Berufstitel Kommerzialrat (1980)
- Großes Silbernes Ehrenzeichen mit dem Stern für Verdienste um die Republik Österreich (1985)[2]
- Großes Ehrenzeichen des Landes Salzburg (1989)